# Belgium's Next Top Model
Belgium's Next Top Model là chương trình truyền hình thực tế của Bỉ tái khởi động của Topmodel dựa trên America's Next Top Model của Tyra Banks, đưa các thí sinh cạnh tranh với nhau trong nhiều cuộc thi để xác định ai sẽ giành được danh hiệu Belgium's Next Top Model.

## Các mùa
| Mùa | Phát sóng           | Quán quân         | Á quân           | Các thí sinh theo thứ tự bị loại | Tổng số thí sinh | Điểm đến quốc tế |
| --- | ------------------- | ----------------- | ---------------- | --- | ---------------- | ---------------- |
| 1   | 15 tháng 9 năm 2023 | Gilles Verbruggen | Tessa van Syngel | Emilia Laforce & Zahra Berger, Amba Egard, Gia Robles-Levy, Andres Deley, Gilles Mornae & Marson Look & Sam Baps, Lena Rombaut, Sieme Hermans, Radja Ndabaneze, Fardowza Aden                            | 14               | Không có         |
| 2   | 5 tháng 7 năm 2024  | Bréseïs Simons    | Aissata Sanou    | Caro Baens & Jesse Vansteenkiste, Davina Vercruysse, Lode Meynendonckx, Lisa Dauwe, Aisha van Raemdonck, Paulien Martens & Zeno de Meyer, Marie Malec, Babette Roelandt, Oran Vanderweyden, Ivar Robinne | 14               | Costa Brava      |